# María Fernanda (telenovela)
María Fernanda es una telenovela venezolana producida y emitida por Venevisión en 1981. Fue escrita por Humberto "Kiko" Olivieri y protagonizada por Flor Núñez y Daniel Lugo.

## Argumento
María Fernanda es una joven es acusada de darle muerte a Ricardo, el padre de su hija, y atribulada y sin recursos económicos es llevada a prisión a pagar una larga condena. Al pasar los años es indultada por buen comportamiento y ella regresa en búsqueda de la niña (ya adulta) para descubrir que su propia hermana Mercedes se la arrebató. Paralelamente el amor llama a su puerta de manera caprichosa, ya que el destino la lleva a enamorarse de Miguel Ángel, el hermano del hombre al que asesinó. Tras afrontar el rechazo de la sociedad y de la familia, María Fernanda finalmente logra su felicidad.

## Reparto
- Flor Núñez - María Fernanda
- Daniel Lugo - Miguel Ángel Cortez
- Alba Roversi - Alejandra
- Tony Rodríguez - Fernando
- Henry Salvat † - Simón
- Elena Farias † - Mercedes
- Nury Flores - Marión
- Elio Rubens † - Ricardo
- Roberto Grey - Arquímedes
- Betty Ruth - Clemencia
- Diego Acuña - Mauricio
- Luis Carmona - Aníbal
- Chela D'Gar † - Concepción
- Mariluz Díaz - Polina
- Elisa Escámez - "La Chata"
- Henry Galué - Dr. Padua
- Gerónimo Gómez † - Danilo
- Lucila Herrera † - Mami
- María Medina - Rosario
- Erlen Morales - Jacqueline
- Jorge Nicolini - Oscar
- Esther Orjuela † - Julia
- Cristina Reyes - Cristina
- Militza Rivas - Ignacia
- Dulce Rivera - Martha
- Egnis Santos - Roraima
- Gil Vargas † - Carreño
- Laura Zerra - Jefa de la cárcel
- Daniel Farías † - Psiquiatra